# گرن توریسمو اچ‌دی کانسپت
گرن توریسمو اچ‌دی کانسپت (ژاپنی: グランツーリスモHDコンセプト هپبورن: Guran Tsūrisumo HD Konseputo) یک بازی ویدئویی به سبک شبیه‌سازی مسابقه و نخستین قسمت از مجموعه بازی‌های گرن توریسمو بود که بر روی کنسول پلی‌استیشن ۳ منتشر شد. این بازی به‌صورت رایگان در ۲۴ دسامبر ۲۰۰۶، از طریق فروشگاه پلی‌استیشن در دسترس قرار گرفت. نسخهٔ دیسک بلوری آن تحت نام «نصب دیسک»، در کشور ژاپن و به تعداد محدود در سپتامبر ۲۰۰۷ عرضه شد. این بازی قرار بود پیش‌نمایش مخفیانه‌ای باشد، همانند گرن توریسمو کانسپت پیش از انتشار نسخهٔ کامل، اما پروژه گرن توریسمو اچ‌دی لغو شد و گرن توریسمو ۵ سرآغاز جایگزین آن شد.